# CBK Košice
CBK Košice je slovenský ženský basketbalový klub, který sídlí v Košicích. Do nejvyšší ženské basketbalové soutěže na Slovensku se dostal v sezóně 2022/2023, kde nahradil tým BK Slovan Bratislava.
Své domácí zápasy odehrává ve stejné hale jako další košický tým Young Angels - v tělocvičně Střední odborné školy průmyslových technologií v městské části Šaca.

## Historické názvy
- ILT 83 Košice (1984-1994)
- CBK (Centrum Basket Košice) (1994-1998)
- sloučení s Cassovia Košice (1998-2010)[4]
- znovuzaložení pod názvem CBK Jugo (2010)
- CBK Košice

## Soupiska sezóny 2023/2024
| Číslo | Stát      | Hráčka               | Ročník | Výška  |
| ----- | --------- | -------------------- | ------ | ------ |
| 1     | Slovensko | Nina Dzurová         | 2005   | 178 cm |
| 4     | Slovensko | Miroslava Krištofová | 1989   | 176 cm |
| 5     | Ukrajina  | Kyra Liashenko       | 2003   | 173 cm |
| 7     | Slovensko | Laura Mrázová        | 2005   | 161 cm |
| 9     | Slovensko | Radoslava Nigutová   | 2005   | 173 cm |
| 10    | Slovensko | Lucia Kašperanová    | 1998   | 175 cm |
| 11    | Slovensko | Tamara Kostíková     | 2005   | 170 cm |
| 12    | Slovensko | Veronika Petrušová   | 1991   | 172 cm |
| 13    | Slovensko | Kvetoslava Bačová    | 2005   | 181 cm |
| 15    | Slovensko | Barbara Sunitrová    | 2001   | 172 cm |
| 17    | Slovensko | Timea Čatlošová      | 2001   | 183 cm |
| 18    | Slovensko | Michaela Lukáčiková  | 1998   | 169 cm |
| 20    | Slovensko | Alexandra Mončeková  | 1997   | 184 cm |
| 21    | Slovensko | Lucia Škvareková     | 2005   | 186 cm |
| 22    | Slovensko | Emma Kmetoniová      | 2003   | 179 cm |
| 23    | Slovensko | Natália Tomajková    | 2005   | 188 cm |
| 24    | Slovensko | Zuzana Zahornacká    | 2001   | 178 cm |
| 28    | Slovensko | Alexandra Drimáková  | 2004   | 174 cm |
| 30    | Slovensko | Antónia Repková      | 2006   | 175 cm |

- Trenér: Vladimír Karnay